# Полякова, Ксения Витальевна
Ксе́ния Вита́льевна Поляко́ва (род. 25 августа 2000, Самара, Россия) — российская спортсменка, многократная чемпионка мира и Европы по художественной гимнастике, Заслуженный мастер спорта России (ЗМС).

## Биография
Спортом начала заниматься в три с половиной года по медицинским соображениям: врачи обнаружили плоскостопие и предложили заниматься балетом или художественной гимнастикой. Тренировалась в СДЮСШОР № 5 сначала у тренера Ксении Рябовой-Чугуновой, затем у тренера Елены Лысенко и хореографа Ирины Сергеевой. Тренеры отмечали целеустремлённость и эмоциональность девочки, а также прекрасные физические данные и хорошую технику.
В 2012 году переехала в Москву, чтобы заниматься гимнастикой в учебно-тренировочном центре олимпийской подготовки «Новогорск» в Химках Московской области. Её нынешний тренер известная гимнастка Амина Зарипова.
Была членом сборной России на Олимпийских играх 2016 года в качестве запасной, но по изменившимся правилам медали вручались только спортсменкам основного состава.

## Спортивные достижения
В восемь лет Ксения добилась первых успехов, она стала призёром первенства физкультурно-спортивного общества «Локомотив». В 2011 году она стала призёром первенства Приволжского федерального округа и заняла третье место в общероссийских соревнованиях по художественной гимнастике. Её успехи не остались незамеченными, в 2012 году она вошла в состав юношеской сборной России по групповым упражнениям. В то же время стала победительницей первенства России в личных состязаниях.
В 2015 году стала чемпионом Европы среди юниоров в групповом многоборье, ей было присвоено звание «Мастер спорта России международного класса». Также стала второй на соревнований на кубок Людмилы Качкалды.
В 2016 году уже в составе взрослой сборной по групповым упражнениям стала чемпионкой Европы, вошла в олимпийскую сборную России по художественной гимнастике. Однако в ходе подготовки к олимпиаде 2016 года Ксения сломала голеностоп, не успев восстановиться полностью и в Бразилию поехала только в качестве запасной спортсменки.
В 2017 году успешно выступила в самых разных состязаниях:
- этап кубка мира в Пезаро в групповых упражнениях — серебро (скакалки и мячи);
- этап кубка мира в Ташкенте 2017 в групповых упражнениях — золото (многоборье), золото (обручи), бронза (скакалки и мячи);
- этап кубка мира в Портимане 2017 в групповых упражнениях — серебро (многоборье), серебро (обручи), серебро (мячи и скакалки);
- этап кубка мира в Гвадалахаре 2017 в групповых упражнениях — золото (многоборье), золото (мячи и скакалки);
- этап кубка мира (Челлендж Кап) в Казани 2017 в групповых упражнениях — золото (многоборье), золото (обручи), золото (скакалки и мячи).

На чемпионате мира 2017 года Ксения завоевала золотую медаль в групповых соревнованиях в многоборье и серебряную в упражнении с 5 обручами. Также она была запасной в выступлениях с мячами и скакалками, где российская сборная завоевала ещё одну золотую медаль.